# علي العبد الله (كاتب)
علي صالح العبد الله (أبو حسين) (ولد في دير الزور سنة 1950) كاتب وناشط سياسي سوري معارض وعضو الأمانة لإعلان دمشق. اعتقل في 17 ديسمبر 2007، وقضى حكما بالسجن لمدة عامين ونصف العام صدر بحقه في أكتوبر 2008 مع 11 آخرين من قياديي إعلان دمشق، بتهمتي «إضعاف الشعور القومي ونقل أنباء كاذبة من شأنها أن توهن نفسية الأمة».

## نشأته وحياته
ينتمي العبد الله إلى أسرة فقيرة من محافظة دير الزور. كان والده يعمل عتالا ويتنقل بين دير الزور والقامشلي حسب المواسم. قررت العائلة الاستقرار في القامشلي من سنة 1955 إلى 1970، وفي مدارس القامشلي درس علي العبد الله الابتدائية والإعدادية والثانوية، ثم عاد إلى دير الزور سنة 1970 حيث حصل على شهادة الثانوية العامة (الفرع الأدبي).
عمل العبد الله بعد حصوله على الثانوية العامة معلما وكيلا في مدارس دير الزور، والتحق بجامعة دمشق ليدرس الفلسفة في كلية الآداب حيث تخرج سنة 1973.
غادر العبد الله سوريا في سبتمبر 1977 متوجها إلى بيروت، حيث عمل في مركز التخطيط الفلسطيني التابع لمنظمة التحرير الفلسطينية. كما عمل راصداً إذاعياً بالمنظمة، ثم تحول إلى باحث فرئيس للقسم السياسي للمركز بين عامي 1984 و1994.
شهد العبد الله حصار بيروت عام 1981 وأصيب بقنبلة ما زالت تؤثر في صحته، ثم سافر إلى تونس وعاد منها عام 1994 ليلقي القبض عليه لدى وصوله مطار دمشق الدولي للاشتباه بعلاقته بمنظمة التحرير ويعتقل ستة أشهر. قبل أن يلتحق بخدمة العلم التي أنهاها في فبراير 1997، بعدها لم يجد عملاً فلجأ إلى ما تعلمه من خبرات في التحليل السياسي ليصبح كاتبا صحفياً ينشر المقالات في الصحافة اللبنانية ومن ثم الخليجية.

## عمله السياسي في سوريا
انتسب العبد الله إلى لجان إحياء المجتمع المدني سنة 2002 وما زال ناشطا في صفوفها، كما انتسب إلى إعلان دمشق للتغيير الوطني الديمقراطي عند الإعلان عن تأسيسه سنة 2005.
اعتقل العبد الله في مايو 2005 على خلفية تلاوة رسالة وجهها المحامي علي صدر الدين البيانوني المراقب العام للإخوان المسلمين في سوريا إلى إدارة منتدى جمال الأتاسي للحوار الديمقراطي وأمضى في المعتقل ستة أشهر. ثم اعتقل مرة أخرى مع ابنه في مارس 2006 وحكم عليه بالسجن ستة أشهر لمشاركته باعتصام سلمي أمام محكمة أمن الدولة.
انتخب العبد الله عضواً بالأمانة العامة في المؤتمر العام لإعلان دمشق الذي عقد في ديسمبر 2007, واعتقل في 17 ديسمبر مع آخرين من قادة إعلان دمشق. وكان العبد الله يهدف من خلال نشاطاته إلى نشر الوعي الديمقراطي ليتساوى فيه جميع السوريين على قاعدة المواطنة دون تمييز على أساس العرق أو الجنس أو الدين أو المذهب.
في 29 أكتوبر 2008 حكمت محكمة الجنايات الأولى بدمشق على العبد الله (مع أحد عشر قياديا في إعلان دمشق) بالسجن لمدة عامين ونصف بتهمتي «إضعاف الشعور القومي، ونقل أنباء كاذبة من شأنها وهن نفسية الأمة». أفرج عن الجميع بعد انتهاء أحكامهم بينما أحيل العبد الله وحده إلى محكمة أمن الدولة العليا من جديد أحيل في 19 أبريل 2010 على خلفية تصريحات نسبت إليه في سجن دمشق المركزي بعدرا، ومن ثم أعيد سجنه في نفس السجن بعد أن كان من المفترض الإفراج عنه في 17 يونيو 2010.
كانت النيابة العامة العسكرية قد وجهت إلى العبد الله تهمة "نقل أنباء كاذبة من شأنها توهين نفسية الأمة والإقدام على أعمال أو كتابات أو خطب لم تجزها الحكومة تعرض سورية لخطر أعمال عدائية أو تعكر صلاتها بدولة أجنبية، على خلفية كتابته لمقال "ولاية الفقيه دين أم سياسة" الذي انتقد فيه سياسة النظام الإيراني تجاه تحركات المعارضة بعد التجديد للرئيس الإيراني محمود أحمدي نجاد. وجاء في نص مقاله المذكور:
«وما يحصل الآن في إيران لدليل قاطع على عدم صحة موقف السيد نصر الله، حيث تحاول الحركة الإصلاحية الإيرانية بقيادة مير حسين موسوي إصلاح النظام السياسي الإيراني بتخليصه من عناصر مكونة مرتبطة بنظرية ولاية الفقيه وإقامة نظام سياسي بديل على أسس ديمقراطية حقيقية».
أطلق عشرات المدونين السوريين حملات إلكترونية للتضامن مع علي العبد الله على شبكة الإنترنت، وحجز العديد منهم صفحات على موقع الفيسبوك، كما قام القائمين على هذه الحملة بوضع صورة بالأبيض والأسود للكاتب العبد الله على مواقعهم الشخصية، كتعبير عن التضامن معه.

## وصلات خارجية
- شفاف الشرق الأوسط: مقالات علي العبد الله
- مقابلة علي العبد الله مع موقع تلفزيون سوريا